# Aéroport de Bonito
L'aéroport de Bonito (code IATA : BYO • code OACI : SBDB) est l'aéroport desservant Bonito au Brésil.
Il est exploité par Dix Empreendimentos Ltda.

## Historique
L'aéroport a été inauguré en 2005.

## Compagnies aériennes et destinations
| Compagnies              | Destinations      |
| ----------------------- | ----------------- |
| Azul Brazilian Airlines | Corumbá, Campinas |

## Accès
L'aéroport est situé à 13 km du centre-ville de Bonito.